# Списък на политическите партии в Лихтенщайн
Лихтенщайн има многопартийна система с две доминиращи партии.

## Парламентарно представени партии
| Партия/коалиция                            | Места в парламента (2013) | Идеология          |
| ------------------------------------------ | ------------------------- | ------------------ |
| Прогресивна гражданска партия в Лихтенщайн | 10                        | Консерватизъм      |
| Патриотичен съюз                           | 8                         | Християндемокрация |
| Независимите                               | 4                         |                    |
| Свободна листа                             | 3                         | Социалдемокрация   |